# For You
A For You amerikai előadó, Prince debütáló stúdióalbuma. 1978. április 7-én jelent meg, és az albumon egyedül Prince dolgozott (producer, minden hangszer, dalszerzés). 1977 szeptemberében kezdte el az album felvételeit a Sound 80 stúdiókban Minneapolisban. David Rivkin (David Z) producer segített neki és hangmérnöki tanácsokat adott neki.
A For You 163. helyet ért el a Billboard 200-on és 21. helyet a Billboard Soul slágerlistán. A "Soft and Wet", az album első kislemeze 92. helyig jutott a Billboard Hot 100-on és 12. helyig a Billboard Hot Soul Singles slágerlistán. 2016-ban, Prince halála után 138. helyig jutott a Billboard 200-on.

## Munkálatok
Prince 1977 szeptemberében kezdte el a felvételeket a Sound 80 stúdiókban Minneapolisban, ahol korábban már készített demófelvételeket. David Rivkin (David Z) producer segített neki és hangmérnöki tanácsokat adott neki. Rivkin executive producerként is dolgozott volna az albumon, de a Warner Bros. Tommy Vicarit választotta helyette. Vicari Los Angelesbe akarta vinni a projektet, de Prince menedzsere Owen Husney egy sausalitoi stúdió mellett döntött.
Októberben három hónap alatt vették fel az albumot. Vicari megpróbálta befolyásolni Prince munkáját, de az minden tanácsot félvállról vett, amely ellene ment az ő elképzeléseinek. Prince teljes erőbedobással dolgozott a projekten, minden vokált ő énekelt és minden hangszeren ő játszott (dobok, szintetizátorok, gitárok, elektromos gitárok, akusztikus és Fender zongorák, basszusgitár, harangok, ütőhangszerek). Decemberre fejezték be az alap dalok felvételét. Husney később azt mondta, hogy Prince teljesen kifárasztotta Vicarit a felvétel időszaka alatt és a producer "szíve összetört", mert "semmibe volt véve".
1978 januárjában Prince és Vicari Hollywoodba vitte a projektet, ahol a végső munkálatokat végezték az albumon. Prince még jobban eltávolodott Vicaritól, egyre több vokált vett fel. A Warner Bros. kiválasztott egy designert, aki az albumborítón dolgozott volna, de Prince felvette a saját fényképészét, kinek munkája végül az albumborítóként szolgált. A projekt 170 ezer dollárba került (2020-ban ez 668 ezer dollárnak felel meg), amely háromszorosa az eredeti költségvetésnek. A munkálatok alatt Prince nagyon kifáradt, voltak dalok, amelyeken 47 vokálréteg szerepelt. Később azt mondta, hogy fizikálisan teljesen kikészült a munka során.

## Kislemezek
A "Soft and Wet", az album első kislemeze 92. helyig jutott a Billboard Hot 100-on és 12. helyig a Billboard Hot Soul Singles slágerlistán. 2016-ban, Prince halála után 138. helyig jutott a Billboard 200-on. A második kislemez, a "Just as Long as We’re Together" 91. lett a Billboard R&B listán.

## Számlista
Az összes dal szerzője Prince. 
| 1.    | For You                        | 1:06 |
| 2.    | In Love                        | 3:38 |
| 3.    | Soft and Wet                   | 3:01 |
| 4.    | Crazy You                      | 2:17 |
| 5.    | Just as Long as We’re Together | 6:24 |
| 6.    | Baby                           | 3:09 |
| 7.    | My Love Is Forever             | 4:09 |
| 8.    | So Blue                        | 4:26 |
| 9.    | I'm Yours                      | 5:01 |
| 33:25 |                                |      |

## Előadók
- Prince – minden ének, minden hangszer

## Slágerlisták
| Slágerlista (1978)            | Legmagasabb pozíció |
| ----------------------------- | ------------------- |
| US Billboard Top LPs & Tapes  | 163                 |
| US Billboard Top Black Albums | 21                  |
| Slágerlista (2016)            | Legmagasabb pozíció |
| Francia Albumok (SNEP)        | 200                 |
| UK Albums (OCC)               | 156                 |
| US Billboard 200              | 138                 |